# Amauromyza gyrans
Amauromyza gyrans är en tvåvingeart som först beskrevs av Fallen 1823.  Amauromyza gyrans ingår i släktet Amauromyza och familjen minerarflugor.
Artens utbredningsområde är Sverige. Arten är reproducerande i Sverige. Inga underarter finns listade i Catalogue of Life.